# گرابیلی، اوجار
گرابیلی (به لاتین: Gəraybəyli) یک منطقه مسکونی در جمهوری آذربایجان است که در شهرستان اوجار واقع شده است. گرابیلی ۱۱۲۸ نفر جمعیت دارد.